# 大刺色鰍
大刺色鰍為輻鰭魚綱鯉形目沙鰍科的其中一種，市面上又名三間鼠或皇冠沙鰍、皇冠泥鰍，為熱帶淡水魚，高經濟價值的觀賞魚。

## 分布
本魚分布於亞洲印尼蘇門答臘及婆羅洲的溪流。

## 特徵
本魚體流線型，體呈橘色，有三道黑色條紋貫穿拱型的魚體。胸鰭、腹鰭和尾鰭呈橘紅色；背鰭和臀鰭為黑色，有顏色較淺的邊緣。魚鱗較小，因而有平滑的表面，在眼睛前部有根可豎立的刺，具四對觸鬚。體長可達30公分(人工飼養下多只有15公分)。

## 生態
本魚棲息淡水溪流中，性情溫和，屬雜食性（偏好肉食性），主要以蠕蟲、甲殼動物等為食。

## 經濟利用
可食用，但多做為觀賞魚。